# Decma
Decma is een geslacht van rechtvleugeligen uit de familie sabelsprinkhanen (Tettigoniidae). De wetenschappelijke naam van dit geslacht is voor het eerst geldig gepubliceerd in 1993 door Gorochov.

## Soorten
Het geslacht Decma  is monotypisch en omvat slechts de volgende soort:
- Decma abruptum (Gorochov, 2012)